# Samuel (Prophet)

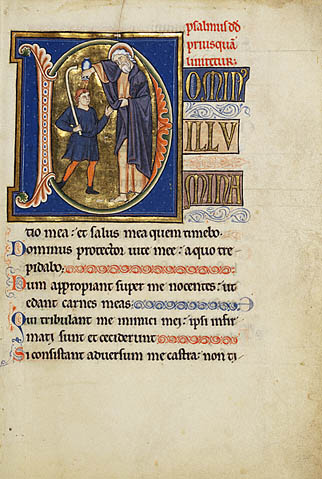
David wird von Samuel zum König gesalbt. Illustration aus dem Ingeborg-Psalter.

Samuel (hebräisch שְׁמוּאֵל Schmuʾel) ist eine im Tanach äußerst facettenreich dargestellte Gestalt in der Übergangszeit vom vorstaatlichen zum staatlichen Israel (ca. 1000 v. Chr.). Von ihm berichtet das 1. Buch Samuel. Er wird als Priester (1 Sam 7,9  u. ö.), Prophet (1 Sam 3,20  u. ö.), Richter (1 Sam 7,15  u. ö.), Retter (1 Sam 7,7–14 ), „Königsmacher“ (1 Sam 8–11 ) und „Königsverwerfer“ (1 Sam 13,8–15 ) vorgestellt. Keiner anderen alttestamentlichen Gestalt außer Mose werden so viele Funktionen zugeschrieben.
Die nach ihm benannten Bücher zählen im Tanach zu den vorderen Propheten. Er findet auch in mittelalterlichen Korankommentaren Erwähnung.

## Name
Die genaue Herleitung und Bedeutung des Namens Samuel, hebräisch שְׁמוּאֵל šəmūʾēl, sind nicht geklärt.
Die volksetymologische Deutung in 1 Sam 1,20  nimmt auf die Wurzel שׁאל šʾl Bezug, was jedoch auf den Namen שָׁאוּל šāʾūl, deutsch Saul, „der Erbetene“ hindeutet.
Die Septuaginta überträgt den Namen mit Σαμουήλ Samuḗl, die Vulgata übertrug ihn traditionell mit „Samuhel“ und überträgt ihn heute meist mit „Samuel“.
Korankommentare geben den Namen mit صمويل ṣamwīl wieder.

## Historische Ausgangslage
Lange Zeit galt Noths Amphiktyonie-Hypothese als maßgebend, jedoch gilt diese heute als überholt. Eine Alternative gibt es nicht. Das Modell der „segmentären Gesellschaft“, das einen Erklärungsversuch darstellt, konzentriert sich auf die sozialgeschichtlichen Aspekte und übergeht dabei den religiösen Faktor für die Gesellschaftsentwicklung, was für den Bereich des vorstaatlichen Israels als unangemessen zu bewerten ist. Die exegetischen und historischen Schwierigkeiten führen heutzutage teilweise zu einer völligen Außerachtlassung der vorstaatlichen Phase Israels. So muss eine Bestimmung der Personen dieser Epoche hypothetisch bleiben.

## Biblischer Bericht
Der Text entstand vermutlich in einem mehrstufigen Prozess. Die ältesten Überlieferungen finden sich vermutlich in 1Sam *1f und 7,15. In manche ältere Texte wurde er nachträglich eingetragen (1Sam 9,1–10,16; 11; 13f.; 15?; 28), andere Texte sind eher jung (1Sam 8; 10,17ff.; 12).

### Herkunft (1Sam 1–3)
Die Jugendgeschichte Samuels ist historisch nur bedingt verwertbar. Die Abschnitte 1Sam 2,1–11.27–36 und 3,11–14 sind allgemein als sekundär anerkannt. Auch wenn man sie unberücksichtigt lässt, wird keine einheitliche Jugendgeschichte dargestellt.
Dass 1 Sam 1,19–28  beschreibt, wie Samuels Mutter ihn ans Heiligtum in Schilo übergibt, lässt auf eine Ausbildung zum Priester schließen, wohingegen 1 Sam 3,19–21  ihn als Propheten vorstellen.
Vermutlich stand zuerst eine selbstständige Erzählung von der Zerstörung des Heiligtums, dem Verlust der Bundeslade und dem Untergang der Eliden, in die später eine prophetische Samuelüberlieferung eingebunden wurde. Die redaktionelle Tätigkeit wird in den gleichartigen, scharnierartig verwendeten Versen 1Sam 2,11b.18a.21b.26; 1Sam 3,1a.19a erkennbar.
Vergleichbare Geschichten, die die besondere Stellung des Helden seit bzw. schon vor der Geburt hervorheben, sind in der Antike vielfach belegt.
Die Angaben über Samuels Abstammung – der Sohn von Elkana und Hanna aus dem Stamm Ephraim – wirken zuverlässig. Sicher ist außerdem, dass er in späterer Zeit als Prophet angesehen wurde.

### Der letzte Richter (1Sam 7,2–14)
In 1 Sam 7,2–14  tritt Samuel in der prophetischen Funktion des Fürbitters auf. Unter seiner Führung kehren sich die Israeliten wieder zu JHWH und schlagen mit seiner Hilfe die Philister im Kampf.
Die redaktionellen Verse 2–4 (6b.13f) sind sprachlich und inhaltlich einer deuteronomistischen Grundschicht zuzurechnen, der Grundbestand ist wohl älter. 1 Sam 7,2–14  weist Ähnlichkeiten zu den Richtererzählungen auf und erscheint als Gegenstück zu 1 Sam 4 . Die Verse 15–17a setzen die Liste der kleinen Richter in Ri 10,1–5  und 12,7–15  fort und stehen in Zusammenhang mit der Todesnotiz in 1 Sam 25,1 . So ist wahrscheinlich, dass 1Sam 7,15–17a und 25,1 ursprünglich den Abschluss der Richterlisten bildeten. Somit war Samuel vermutlich der letzte kleine Richter.

### Samuel und Saul
Da Samuel als Richter im Grenzgebiet von Ephraim und Benjamin wirkte, lag es nahe, eine Verbindung zwischen Samuel und dem Benjaminiten Saul zu schaffen. Zwischen ihren Namen oszilliert bereits die Geburtsgeschichte. Durch die sprichwörtliche Nähe Sauls zu prophetischen Kreisen (v. a. 1 Sam 10,9–13 ) wurde eine Brücke zu Samuel geschaffen. Hier wurde vermutlich auch seine Anerkennung als Prophet stark geformt.
Das Urbild der Dualität von geistlichem und politischem Amt wird durch Samuel und Saul verkörpert. Samuel vermittelt sowohl die von Gott verliehene als auch die von Gott wieder entzogene Macht Sauls.
Das Königsrecht, mit dem Samuel die Israeliten von ihrem Wunsch nach einem König abbringen möchte, stammt aus der frühen oder mittleren Königszeit. Obwohl Samuel dem Königtum skeptisch gegenübersteht, setzt er auf Gottes Geheiß Saul zum König ein und begleitet seine Kriegszüge. Am Ende von Sauls Königszeit wird er schließlich zu dessen stärkstem Gegner – ein Königtum nach dem Vorbild anderer Völker widerspreche der Königsherrschaft Gottes. Außerdem demonstriert er, dass man die Philister auch ohne einen König vernichtend schlagen kann.

#### Sauls Aufstieg (1Sam 8–12)
1 Sam 8–12  nimmt eine zentrale Stellung ein. Obwohl nach erstem Anschein ein sukzessiver Akt vorliegt, dessen Hauptperson Samuel ist, werden bei genauerer Betrachtung vier Versionen von Sauls Aufstieg erkennbar. Diese wurden vermutlich zunächst selbstständig überliefert, jedoch bereits vordeuteronomistisch zusammengefügt. Die Verse 1Sam 9,2b.(9); 1Sam 10,14–16.26.27a.27b; 1Sam 11,7b*.12–14 gehen vermutlich auf diese Redaktion zurück.
Die Wahl Sauls zum König wird in 1 Sam 8  und 1 Sam 10,17–27  beschrieben. Samuel ist daran direkt beteiligt. Das Königtum wird legitimiert, da es ein Gegenmodell zum korrupten Richtertum, repräsentiert durch die Söhne Samuels, darstellt. Samuel hat sie vermutlich wegen seines hohen Alters als Nachfolger eingesetzt – was dem Richteramt widerspricht und wohl einen einmaligen Vorgang darstellte. Darin erinnert die Erzählung an die Geschichte von Eli und seinen Söhnen (1 Sam 1–4 ). Auch wenn das Königtum Samuels Interessen widerspricht, wird es Israel von JHWH selbst zugestanden – als zweitbeste Lösung. Das Königsrecht in 1 Sam 8,11–18  kam sekundär hinzu. Das Kapitel 1Sam 8 wird teilweise vollständig dem Deuteronomisten zugerechnet, wahrscheinlicher ist jedoch, dass 1Sam 8,1–5 und die Wahl Sauls älter sind – darauf deuten das Thema sowie die nicht-deuteronomistische Sprache. Deuteronomistische Bearbeitungen liegen wohl in 1Sam 8,7–9 und 10,18b.19a vor. Die gesamte Überlieferung von 1Sam 8 ist aufgrund ihrer starken Legitimierungstendenzen und der Tatsache, dass das Richteramt nicht erblich war, historisch kaum verwertbar.
Die Wahl Sauls aus dem Militär heraus wird in 1Sam 10,17–27* beschrieben, ist jedoch nur noch rudimentär vorhanden (1Sam 10,19b*.21b*.22f.24.a). Hier wird ein Wahlmodus vorausgesetzt, bei dem die Anwesenheit aller zur Wahl Stehenden zwingend erforderlich ist. Sauls Abwesenheit ist der jetzigen literarischen Darstellung geschuldet. Vermutlich spielte Samuel in dieser relativ alten Erzählung keine Rolle.
Die Salbung Sauls zum Fürsten wird in 1Sam 9,1–10,16 berichtet. Als allgemein anerkannt gilt, dass hier eine Grunderzählung mit stark theologischer Überarbeitung vorliegt. Die Grundschicht kennt lediglich einen anonymen Seher, der dem jugendlichen Saul ein besonderes Charisma verheißt. Aufgrund des speziellen Interesses an der Person Sauls ist diese Schicht vermutlich sehr alt. In einer vordeuteronomistischen Bearbeitung wird der Seher mit dem stärker prophetisch gezeichneten Samuel identifiziert, der Saul zum נָגִיד nāgîd „Anführer“, „Fürst“ salbt. Eine Bemerkung in 1 Sam 9,9b  erklärt die sekundäre Begriffsentwicklung, dass der Prophet (נָבִיא nāḇî’) in der Spätzeit zum Sammelbegriff für verschiedene Ausprägungen der homines religiosi wurde: „Denn wer heute Prophet genannt wird, hieß früher Seher.“ Auch dieser Bericht ist aufgrund seiner Entwicklungsgeschichte für eine Näherbestimmung der historischen Rolle Samuels ungeeignet.
Die dauernde Führung Israels wird Saul in 1 Sam 11  angeboten. Nach einem erfolgreichen Kampf gegen die Ammoniter wünscht das Volk sich Saul zum König. Es gilt als Konsens, dass 1Sam 11,7b*.12–14 einer Redaktion entstammen und Samuel somit nicht an dieser Aktion beteiligt war. 1 Sam 12  zeichnet das deuteronomistische Bild Samuels und eine grundsätzliche Stellungnahme zum Königtum. Es handelt sich bei diesem Kapitel um eine deuteronomistische Neuschöpfung, die das deuteronomistische Geschichtswerk gliedern soll (vgl. Jos 23  u. ö.). Samuel wird als Richter mit prophetischen Zügen dargestellt, der Wunsch nach einem König als mangelndes Gottvertrauen gedeutet, obwohl zugleich eine Zukunft unter dem Königtum eröffnet wird. Der Gehorsam gilt dabei als Kriterium für das gelingende Leben von Volk und König vor Gott, was das Grundthema der deuteronomistischen Theologie darstellt. Somit ist 1Sam 12 dem dtrH zuzuordnen.

#### Sauls Verwerfung (1Sam 13,7b–15; 1Sam 15)
In 1Sam werden zwei verwandte Verwerfungsgeschichten überliefert. Gemeinsam ist beiden ein Konflikt zwischen Samuel und Saul in Gilgal und eine religiöse Thematik als Grund für den künstlich wirkenden Konflikt. Obwohl beide Erzählungen historisch kaum verwertbar sind, ist der Konflikt als historisch einzuordnen, da er literarisch nicht notwendig ist.
Bei 1 Sam 13,7b–15  handelt es sich um einen sekundär eingefügten Bericht (vgl. die Lokalisation, den Anschluss von 1Sam 7a an 1Sam 13,16 und die redaktionelle Verknüpfung zu 1Sam 10,8). Da Samuel sich verspätet, ist Saul gezwungen, in dessen Abwesenheit mit den Vorbereitungen für den Kampf gegen die Philister zu beginnen, obwohl Samuel die Initiative vorbereitet hat. Auf der pragmatischen Ebene ist Sauls Handeln dringend geboten, auf der theologischen Ebene gilt es als gebrochener Gehorsam gegenüber Samuel, der letztendlich Gott repräsentiert. Entscheidend sind hier die Verse 13f*, die in 13b.14b* deuteronomistisch überarbeitet wurden. Im Zentrum der Verwerfung steht das Haus Sauls. Dadurch wird die Dynastiebildung von vornherein ausgeschlossen. Aufgrund der Künstlichkeit des Vorwurfs ist mit einer literarischen Bildung zu rechnen. Die Erzählung steht im Kontext der sehr positiven Saulüberlieferung 1Sam 13–14.
In 1 Sam 15  erreicht der Konflikt zwischen Samuel und Saul seinen Höhepunkt. Im Zuge des Amalekiterfeldzuges hat Saul das strikte Banngebot nicht eingehalten und wird dafür zur Rechenschaft gezogen. Der Bann ist ein Teil der Institutionen des JHWH-Krieges, dahinter steht der Gedanke, dass eigentlich JHWH den reinen Verteidigungskrieg führt und gewinnt, während Israel nur die Funktion einer Hilfstruppe zukommt. Somit ist die Kriegsbeute JHWH zuzurechnen. Die Erzählung gruppiert sich um die zentralen Verse 1 Sam 15,22ff  und benutzt die traditionsgeschichtlich vorgegebenen Themen des Banns und der Feindschaft gegen die Amalekiter. Samuel verkörpert den Propheten, der dem König JHWHs Willen ansagt. Der die Geschichte durchziehende Konflikt zwischen Prophet und König wird in 1Sam 15 vorab dargestellt. Aufgrund von Theologie und Sprache ist die Erzählung ins 9. bzw. 8. Jh. v. Chr. zu datieren. 1Sam 15,24–29 ist sekundär.

#### Die Totenbeschwörerin (28,3–25)
Der Bericht in 1 Sam 28,3–25  ist im Alten Testament einzigartig. Er fand erst durch die deuteronomistische Redaktion (V. 3.17–19a*) seinen heutigen Platz. Es handelt sich dabei im Grunde genommen um eine Saulerzählung. Auf Sauls Wunsch hin beschwört die Totenbeschwörerin Samuel von den Toten. Es steigt ein Unterweltsnumen herauf, das erst durch bestimmte Zeichen als Samuel erkannt wird. Unklar ist die Rolle der Beschwörerin, die zwar den Geist heraufholen soll, dann jedoch nicht beteiligt ist. Möglicherweise handelt es sich um eine überlieferungsgeschichtlich ältere Fassung, in der Saul ein Unterweltsnumen mittels einer Totenbeschwörerin über sein Schicksal befragt. Diese Überlieferung ist am Ort En-Dor verhaftet und erzählt mit großer Sympathie von Saul, der vor der Entscheidungsschlacht verzweifelt ist. Die Identifikation des Numens mit dem toten Samuel und die kritische Haltung gegenüber der Praxis sind einer prophetischen Bearbeitung zuzuordnen, die wegen der moderaten Kritik (anders als im Dtn oder Heiligkeitsgesetz) etwa ins 9. bzw. 8. Jh. v. Chr. zu datieren ist. In dieser Zeit galt Samuel als Autorität und Mentor Sauls.

### Samuel und David (1Sam 16,1–13; 19, 18–24)

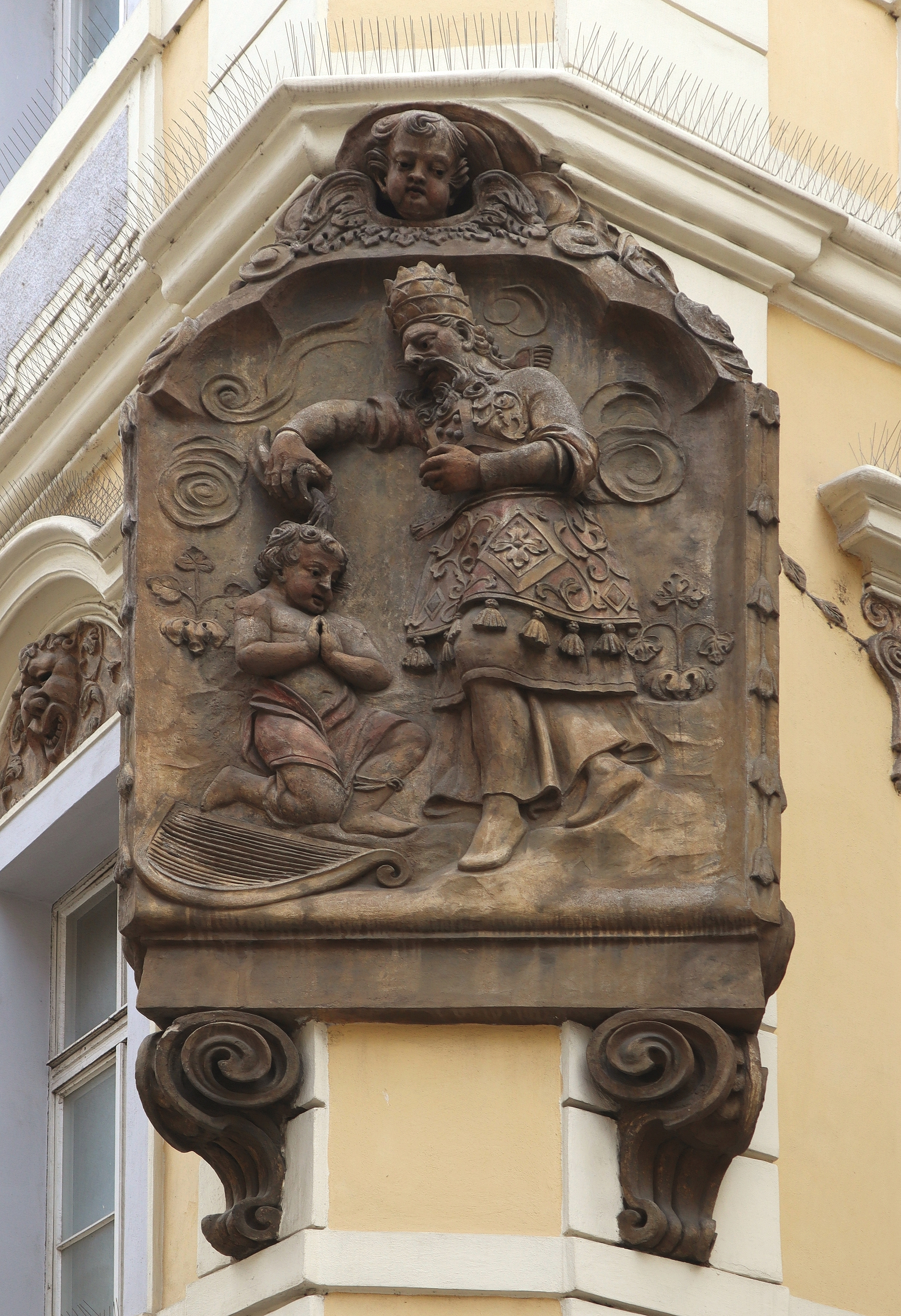
Relief am Haus Dům U Samuela in Prag, Darstellung der Salbung Davids als König von Israel.

Die Aufstiegsgeschichte Davids (1Sam 16 bis 2Sam 5) ist das älteste zusammenhängende Geschichtswerk im Alten Testament. Sie beginnt mit der Salbung Davids durch Samuel in 1 Sam 16,1–13 , jedoch gilt diese Zugehörigkeit als umstritten. Dafür sprechen die Parallelen zu 1Sam 9,1–10,16 – auch in der übrigen Aufstiegsgeschichte wird David stets auf Kosten von Saul herausgestellt –, das Fehlen theologischer Begriffe, die unauffällige Sprache und das Lokalkolorit. Liest man 1 Sam 16,1–13  zusammen mit 1 Sam 19,18–24  ergibt sich ein genaues Gegenstück zu 1Sam 9,1–10,16, wodurch David legitimiert wird.
Für das Samuelbild ergibt sich aus 1 Sam 16,1–13  kein neuer Ertrag, da es sich um eine rein literarische Bildung handelt, jedoch ist festzuhalten, dass für den Verfasser (ca. Mitte des 10. Jh. v. Chr.) Samuel ein Mann mit entsprechender Autorität gewesen zu sein scheint.

## Bewertung
Eine Bewertung von Person und Funktion Samuels hängt an der Beurteilung der entsprechenden Texte. Trotz aller Uneinigkeiten gilt Konsens darüber, dass Samuel ein hohes Verdienst an der Errichtung des israelitischen Königtums zuzusprechen ist.
Insbesondere zwei Ämter Samuels sind hervorzuheben: Prophet und Richter.
Ein breiter Traditionsstrom bezeichnet Samuel als Propheten (vgl. auch Ps 99,6 , Jer 15,1 ). Dies entspricht der damaligen Vorstellung eines Propheten, auch wenn Vorstellung der israelitischen Frühzeit vom späteren Kult- und Schriftpropheten zu unterscheiden ist. Eine alternative Bezeichnung wäre „Gottesmann“ (vgl. 1 Kön 17,8  u. ö.), oder die vorsichtige Beschreibung einer charismatischen Persönlichkeit, wie sie auch außerhalb Israels für die Frühzeit anderer Kulturen belegt sind.
Die Richterüberlieferung ist konkreter zu fassen. Es herrscht weitgehend Konsens darüber, dass Samuel als letzter in die Reihe der kleinen Richter gehört. Unklar bleibt dabei die inhaltliche Füllung des Amtes: Handelt es sich um die Führung über ganz Israel oder war er ein „Verwaltungsbeamter“ einer kleinen Einheit? Daran hängt auch die Frage nach der Größe Israels in vorstaatlicher Zeit. Möglicherweise handelte es sich bei den Richtern um Repräsentanten Israels, denen zwar keine Machtmittel zur Verfügung standen, die jedoch aufgrund ihrer persönlichen Integrität und ihres Charismas die Stämme vertreten konnten. Dies entspricht der Darstellung in den Texten. Auch die Beobachtungen eines alten Konflikts zwischen Saul und Samuel und, dass eine Beteiligung Samuels an der Königserhebung ausgeschlossen scheint, fügen sich in dieses Bild ein: „Der Vertreter des vorstaatlichen Israel steht dem Vertreter der neuen staatlichen Ordnung von vornherein kritisch gegenüber.“ Das spätere Interesse an einer Legitimation dieser Ordnung ist naheliegend.
Der Richter Samuel war vermutlich ein Gegner des Königtums und Saul wurde ohne seine Beteiligung zum König (eher Häuptling). Dies geschah vermutlich etwa, wie in 1 Sam 11  beschrieben. Die Salbung Davids erinnert stark an die Rettergeschichten des Richterbuchs und ist durch einschlägige Motive geprägt, daher sind die Einzelzüge für historische Rückschlüsse wertlos.

## Gedenken

### Samuelsgrab

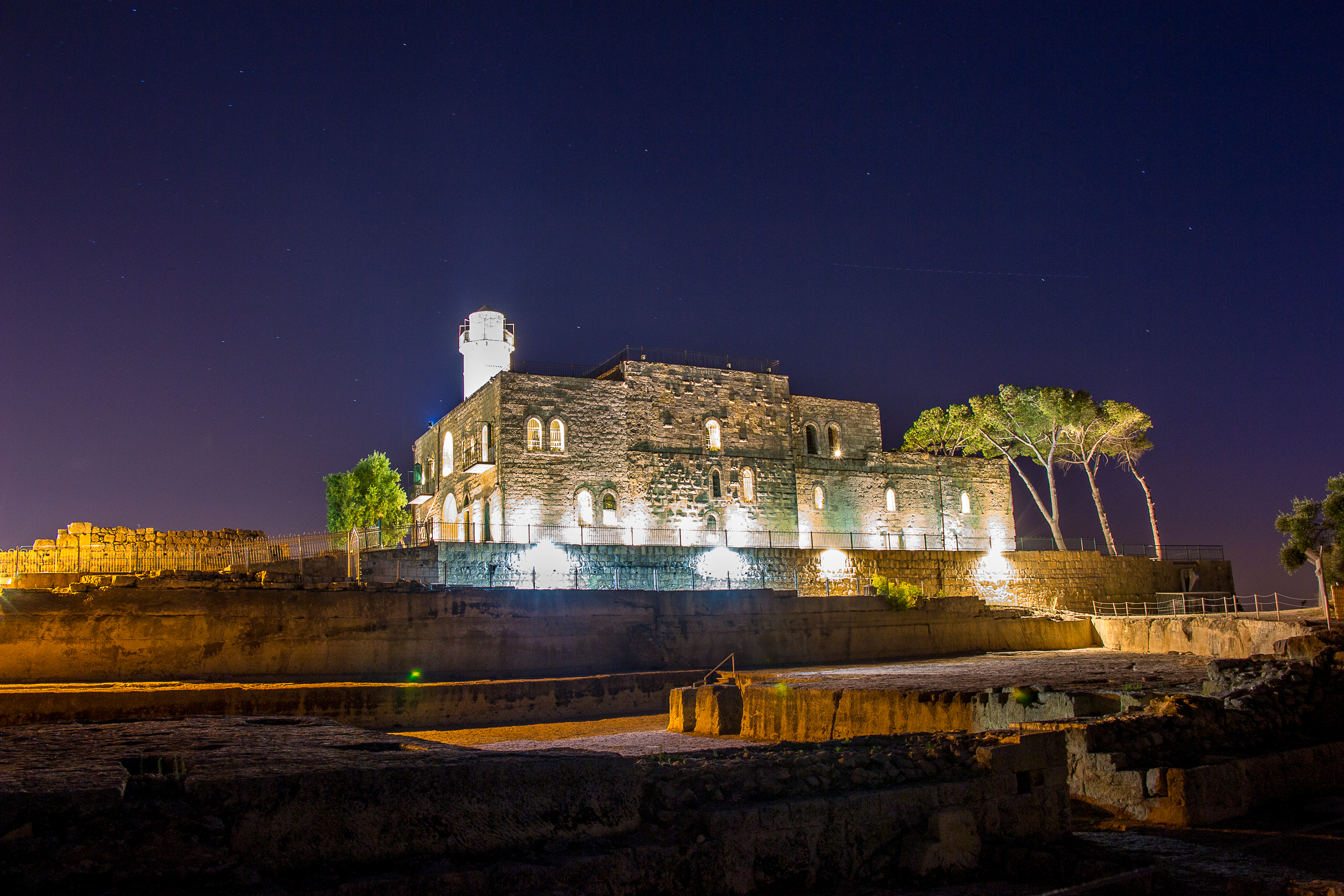
Nabi Samwil mit Grab des Propheten Samuel, Nachtaufnahme

An der überlieferten Stelle des Samuelsgrabes in dem Dorf Nabi Samwil im Westjordanland befinden sich heute eine Moschee und eine Synagoge. Zur Zeit der Kreuzfahrer befand sich an der vermuteten Stelle des Grabes die Prämonstratenserabtei St. Samuel.

### Gedenktage
Im Christentum werden folgende Gedenktage bedacht:
- römisch-katholisch: 20. August (auch Namenstag)
  - Übertragung der Gebeine: 20. Juni
- orthodox: 20. August
- armenisch: 17. Januar und 20. August
  - liturgische Feier am 2. Donnerstag nach dem Verklärungssonntag
- koptisch: 3. Juni, 20. August
- syrisch-orthodox: 20. August und 10. November
- Lutherische Kirche – Missouri-Synode: 20. August